# Franz Röhm
Franz Röhm (* 24. Januar 1894 in Potsdam; † 25. Dezember 1969 in Mettingen) war ein deutscher Verwaltungsjurist und Landrat.

## Leben und Wirken
Franz Röhm machte im Herbst 1913 das Abitur und leistete seinen Militärdienst als Einjährig-Freiwilliger. Er studierte – unterbrochen durch den Kriegseinsatz von Sommer 1916 bis Sommer 1918 – an der Universität Berlin Rechtswissenschaften und promovierte 1922 in Gießen mit der Dissertation „Die Ausnahmegerichte im Deutschen Reiche seit der Revolution des Jahres 1918“. Bevor er am 28. Februar 1924 in Potsdam zum Regierungsassessor ernannt wurde, war er beim Kammergericht Berlin als Gerichtsreferendar tätig. In der Zeit vom 21. März bis 7. August 1925 wurde Röhm mit der vertretungsweisen Verwaltung des Landratsamtes Hamm beauftragt und am 1. September 1925 der Regierung Hildesheim überwiesen.
Ab dem 18. Februar 1926 war er im Preußischen Ministerium für Volkswohlfahrt aushilfsweise beschäftigt. Danach blieb er als Regierungsrat in der preußischen Verwaltung, bis am 18. Oktober 1928 der Auftrag zur kommissarischen Verwaltung des Landratsamtes Heinsberg kam. Am 14. März 1929 wurde er definitiv Landrat des Kreises Heinsberg und blieb bis zu seinem Wechsel nach Mayen am 1. Oktober 1932 im Amt. Nach den Bestimmungen des Gesetzes zur Wiederherstellung des Berufsbeamtentums am 22. September 1933 in den einstweiligen Ruhestand versetzt, kam seine Entlassung im Oktober 1933. Er war dann später Verwaltungsrechtsrat beim preußischen Oberverwaltungsgerichtes und auch Sachbearbeiter bei der Bezirksregierung Potsdam. Nach seiner Entlassung am 29. August 1940 war Röhm in der Hauptverwaltung der Firma C&A Brenninkmeijer tätig.
Zum Jahresende 1952 schied er aus dem Berufsleben aus.